# Sasolburg
Sasolburg è una città del Sudafrica, nella provincia del Free State. Ha una popolazione di circa 22 000 abitanti.